# Craugastor bocourti
Espèce
Synonymes
- Hylodes bocourti Brocchi, 1877
- Eleutherodactylus bocourti (Brocchi, 1877)

Statut de conservation UICN

 VU B1ab(iii) : Vulnérable
Craugastor bocourti est une espèce d'amphibiens de la famille des Craugastoridae.

## Répartition
Cette espèce est endémique du Guatemala. Elle se rencontre de 1 300 à 1 700 m dans la Sierra de las Minas dans les départements d'Alta Verapaz et d'Izabal.

## Étymologie
Cette espèce est nommée en l'honneur du naturaliste Marie-Firmin Bocourt (1819-1904)..

## Publication originale
- Brocchi, 1877 : Notes sur quelques Batraciens hylaeformes récueillis au Mexique et au Guatemala. Bulletin de la Société Philomathique de Paris, sér. 7, vol. 1, p. 122-132 (texte intégral).